# Mellan-Lommen
Mellan-Lommen är en sjö i Sollefteå kommun i Ångermanland och ingår i Ångermanälvens huvudavrinningsområde. Sjöns area är 0,032 kvadratkilometer och den befinner sig 196 meter över havet.